# Aalsmeerderbrug (brug)
De Aalsmeerderbrug is een ophaalbrug over de ringvaart van de Haarlemmermeerpolder in Noord-Holland en verbindt de Kruisweg vanuit Hoofddorp met de Burgemeester Kasteleinweg in Aalsmeer en de route staat bekend als Provinciale weg 196. De brug ligt aan de Haarlemmermeerse zijde aan de Aalsmeerderdijk ter hoogte van de buurtschap Aalsmeerderbrug, die zijn naam dankt aan de brug en oorspronkelijk ook wel Aalsmeerderbuurt werd genoemd.
Sinds de drooglegging van de Haarlemmermeer in 1852 zijn er op deze plaats meerdere bruggen geweest. De eerste brug was tezamen met vijf andere bruggen over de Ringvaart een houten rolbrug. In de jaren 1932-1934 verscheen er een rolbasculebrug.
De laatste vernieuwing van de brug vond plaats in 2014 waarbij naast de oude brug een nieuwe brug werd gebouwd en de oude brug werd gerenoveerd. Sindsdien zijn er voor het verkeer in beide richtingen twee rijstroken beschikbaar met in de richting van Hoofddorp een aparte vrije busbaan en een vrijliggend voet- en fietspad. De brug wordt ter plekke bediend vanuit het brugwachtershuisje en is beveiligd met slagbomen. Het beheer van de brug wordt verzorgd door de gemeente Haarlemmermeer.
R-net buslijn 340 van Connexxion rijdt over de brug.